# Saison 2 de Parenthood
Chronologie
Saison 1 de Parenthood Saison 3 de Parenthood
Cet article présente le guide des épisodes de la deuxième saison de la série télévisée américaine Parenthood.

## Généralités
- Aux États-Unis, la saison a été diffusée sur le réseau NBC.
- Au Canada, elle a été diffusée en simultané sur Citytv.
- Au Québec, elle a été diffusée en 2012 sur Mlle.
- En France, elle a été diffusée sur TF1.

### Synopsis
Basée sur le film du même nom, Parenthood relate les histoires de l'étendue famille Braverman, allant des parents, aux enfants et aux petits enfants.

## Distribution

### Acteurs principaux
- Lauren Graham (VF : Nathalie Regnier) : Sarah Braverman (fille de Zeek et Camille ; sœur d'Adam, Crosby et Julia ; mère d'Amber et Drew)
- Peter Krause (VF : Guillaume Orsat) : Adam Braverman (fils de Zeek et Camille ; frère de Sarah, Crosby et Julia ; marié à Kristina ; père d'Haddie et Max)
- Craig T. Nelson (VF : Patrice Melennec) : Zeek Braverman (marié à Camille ; père d'Adam, Sarah, Crosby et Julia)
- Bonnie Bedelia (VF : Evelyne Grandjean) : Camille Braverman (mariée à Zeek ; mère d'Adam, Sarah, Crosby et Julia)
- Monica Potter (VF : Patricia Piazza) : Kristina Braverman (mariée à Adam ; mère d'Haddie et Max)
- Dax Shepard (VF : Emmanuel Garijo) : Crosby Braverman (fils de Zeek et Camille ; frère d'Adam, Sarah et Julia ; père de Jabbar)
- Mae Whitman (VF : Noémie Orphelin) : Amber Holt (fille de Sarah ; sœur de Drew)
- Miles Heizer : Drew Holt (fils de Sarah ; frère de Amber)
- Joy Bryant : Jasmine Trussell (petite amie et mère du fils de Crosby, Jabbar)
- Erika Christensen (VF : Christine Bellier) : Julia Braverman-Graham (fille de Zeek et Camille ; mariée à Joel ; sœur d'Adam, Sarah et Crosby ; mère de Sydney)
- Sarah Ramos : Haddie Braverman (fille d'Adam et Kristina ; sœur de Max)
- Max Burkholder (VF : Max Renaudin) : Max Braverman (fils d'Adam et Kristina ; frère d'Haddie)
- Sam Jaeger (VF : Axel Kiener) : Joel Graham (marié à Julia ; père de Sydney)
- Savannah Paige Rae : Sydney Graham (fille de Joel et Julia)
- Tyree Brown (VF : Tom Trouffier) : Jabbar Trussell-Braverman (fils de Crosby et Jasmine)

### Acteurs récurrents
- Minka Kelly : Gaby, thérapeute de Max
- John Corbett : Seth, père d'Amber et de Drew, ex-mari de Sarah
- Michael Emerson : Andy
- Michael B. Jordan (VF : Jean-Baptiste Anoumon) : Alex
- Vanessa Marano : Holly
- Jason Ritter : Mark Cyr

## Liste des épisodes

### Épisode 1:L'art de réparer
- États-Unis : 14 septembre 2010 sur NBC
- France : 16 juin 2011 sur TF1[1]
- Québec : 2012 sur Mlle

- États-Unis : 7,60 millions de téléspectateurs[2]

### Épisode 2:De bonnes intentions
- États-Unis : 21 septembre 2010 sur NBC
- France : 17 juin 2011 sur TF1

- États-Unis : 5,85 millions de téléspectateurs[3]

### Épisode 3:Envahissantes... mais pas trop
- États-Unis : 28 septembre 2010 sur NBC
- France : 19 juin 2011 sur TF1

- États-Unis : 4,83 millions de téléspectateurs[4]

### Épisode 4:Tête à tête
- États-Unis : 5 octobre 2010 sur NBC
- France : 20 juin 2011 sur TF1

- États-Unis : 5,16 millions de téléspectateurs[5]

### Épisode 5:Le bonheur des uns...
- États-Unis : 12 octobre 2010 sur NBC
- France : 22 juin 2011 sur TF1

- États-Unis : 4,66 millions de téléspectateurs[6]

### Épisode 6:L'épreuve du feu
- États-Unis : 19 octobre 2010 sur NBC
- France : 23 juin 2011 sur TF1

- États-Unis : 4,87 millions de téléspectateurs[7]

### Épisode 7:Les mots pour le dire
- États-Unis : 26 octobre 2010 sur NBC
- France : 27 juin 2011 sur TF1

- États-Unis : 4,94 millions de téléspectateurs[8]

### Épisode 8:Larguer les amarres
- États-Unis : 9 novembre 2010 sur NBC
- France : 28 juin 2011 sur TF1

- États-Unis : 4,99 millions de téléspectateurs[9]

### Épisode 9:Trouver sa place
- États-Unis : 16 novembre 2010 sur NBC
- France : 30 juin 2011 sur TF1

- États-Unis : 4,81 millions de téléspectateurs[10]

### Épisode 10:Repas de famille
- États-Unis : 23 novembre 2010 sur NBC
- France : 1er juillet 2011 sur TF1

- États-Unis : 4,47 millions de téléspectateurs[11]

### Épisode 11:Devine qui vient dîner
- États-Unis : 4 janvier 2011 sur NBC
- France : 4 juillet 2011 sur TF1

- États-Unis : 5,98 millions de téléspectateurs[12]

Drew avoue à sa mère que Zeek, son grand-père, lui fait boire de la bière. Kristina et Adam invitent Alex, le petit ami de Haddie, à dîner chez eux. Ils le trouvent formidable, mais trop âgé pour leur fille...

### Épisode 12:À chacun son style
- États-Unis : 11 janvier 2011 sur NBC
- France : 5 juillet 2011 sur TF1

- États-Unis : 5,58 millions de téléspectateurs[13]

Haddie est en colère contre ses parents, qui lui ont interdit de fréquenter Alex. Cory, le nouveau directeur de T&S, est un peu l'opposé d'Adam. Très jeune, il a fait fortune en créant un jeu vidéo...

### Épisode 13:Grande première
- États-Unis : 18 janvier 2011 sur NBC
- France : 7 juillet 2011 sur TF1

- États-Unis : 5,58 millions de téléspectateurs[14]

### Épisode 14:Diviser pour exister
- États-Unis: 1er février 2011 sur NBC
- France : 8 juillet 2011 sur TF1

- États-Unis : 6,18 millions de téléspectateurs[15]

### Épisode 15:Rock'n roll!
- États-Unis : 8 février 2011 sur NBC
- France : 11 juillet 2011 sur TF1

- États-Unis : 5,22 millions de téléspectateurs[16]

### Épisode 16:On est comme on est
- États-Unis : 15 février 2011 sur NBC
- France : 12 juillet 2011 sur TF1

- États-Unis : 5,12 millions de téléspectateurs[17]

### Épisode 17:Les bonnes décisions, et les autres...
- États-Unis : 22 février 2011 sur NBC
- France : 14 juillet 2011 sur TF1

- États-Unis : 5,53 millions de téléspectateurs[18]

### Épisode 18:Un mal pour un bien
- États-Unis : 1er mars 2011 sur NBC
- France : 15 juillet 2011 sur TF1

- États-Unis : 5,03 millions de téléspectateurs[19]

### Épisode 19:Au pied du mur
- États-Unis : 29 mars 2011 sur NBC
- France : 18 juillet 2011 sur TF1

- États-Unis : 4,89 millions de téléspectateurs[20]

### Épisode 20:Le bal des terminales
- États-Unis : 5 avril 2011 sur NBC
- France : 19 juillet 2011 sur TF1

- États-Unis : 4,76 millions de téléspectateurs[21]

### Épisode 21:Dégringolades
- États-Unis : 12 avril 2011 sur NBC
- France : 21 juillet 2011 sur TF1

- États-Unis : 5,22 millions de téléspectateurs[22]

### Épisode 22:Tous en scène
- États-Unis : 19 avril 2011 sur NBC
- France : 22 juillet 2011 sur TF1

- États-Unis : 4,81 millions de téléspectateurs[23]

## Audiences aux États-Unis
La moyenne de cette saison est de 5.40 millions de téléspectateurs américains. L'épisode le plus regardé est le 2.01 L'art de réparer (I Hear You, I See You) avec 7.60 millions de téléspectateurs, alors que l'épisode le moins regardé est le 2.10 Repas de famille (Happy Thanksgiving) avec 4.47 millions de téléspectateurs américains.
| N° d'épisode | Titre original                                     | Titre français                         | Chaîne | Date de diffusion originale | USA (en millions de téléspectateurs) | Pdm sur les 18/49 ans |
| ------------ | -------------------------------------------------- | -------------------------------------- | ------ | --------------------------- | ------------------------------------ | --------------------- |
| 1            | I Hear You, I See You                              | L'art de réparer                       | NBC    | 14 septembre 2010           | 7.60                                 | 2.8                   |
| 2            | No Good Deed                                       | De bonnes intentions                   | NBC    | 21 septembre 2010           | 5.85                                 | 2.5                   |
| 3            | I'm Cooler Than You Think                          | Envahissantes... mais pas trop         | NBC    | 28 septembre 2010           | 4.83                                 | 2.0                   |
| 4            | Date Night                                         | Tête à tête                            | NBC    | 5 octobre 2010              | 5.16                                 | 2.1                   |
| 5            | The Booth Job                                      | Le bonheur des uns...                  | NBC    | 12 octobre 2010             | 4.66                                 | 2.0                   |
| 6            | Orange Alert                                       | L'épreuve du feu                       | NBC    | 19 octobre 2010             | 4.87                                 | 1.9                   |
| 7            | Seven Names                                        | Les mots pour le dire                  | NBC    | 26 octobre 2010             | 4.94                                 | 2.0                   |
| 8            | If This Boat is a Rockin                           | Larguer les amarres                    | NBC    | 9 novembre 2010             | 4.99                                 | 2.1                   |
| 9            | Put Yourself Out There                             | Trouver sa place                       | NBC    | 16 novembre 2010            | 4.81                                 | 1.8                   |
| 10           | Happy Thanksgiving                                 | Repas de famille                       | NBC    | 23 novembre 2010            | 4.47                                 | 1.9                   |
| 11           | Damage Control                                     | Devine qui vient dîner                 | NBC    | 4 janvier 2011              | 5.98                                 | 2.3                   |
| 12           | Meet the New Boss                                  | À chacun son style                     | NBC    | 11 janvier 2011             | 5.59                                 | 2.2                   |
| 13           | Opening Night                                      | Grande première                        | NBC    | 18 janvier 2011             | 5.58                                 | 2.1                   |
| 14           | A House Divided                                    | Diviser pour exister                   | NBC    | 1er février 2011            | 6.18                                 | 2.2                   |
| 15           | Just Go Home                                       | Rock'n roll !                          | NBC    | 8 février 2011              | 5.22                                 | 1.9                   |
| 16           | Amazing Andy and His Wonderful World of Bugs       | On est comme on est                    | NBC    | 15 février 2011             | 5.12                                 | 1.9                   |
| 17           | Do Not Sleep With Your Autistic Nephew's Therapist | Les bonnes décisions, et les autres... | NBC    | 22 février 2011             | 5.53                                 | 2.1                   |
| 18           | Qualities And Difficulties                         | Un mal pour un bien                    | NBC    | 1er mars 2011               | 5.03                                 | 1.9                   |
| 19           | Taking The Leap                                    | Au pied du mur                         | NBC    | 29 mars 2011                | 4.89                                 | 1.9                   |
| 20           | New Plan                                           | Le bal des terminales                  | NBC    | 5 avril 2011                | 4.76                                 | 1.9                   |
| 21           | Slipping Away                                      | Dégringolades                          | NBC    | 12 avril 2011               | 5.22                                 | 2.1                   |
| 22           | Hard Times Come Again No More                      | Tous en scène                          | NBC    | 9 avril 2011                | 6.32                                 | 2.5                   |